# Larry Eustachy
Larry Eustachy, (nacido el 1 de diciembre de 1955 en Alameda, California) es un entrenador de baloncesto estadounidense que ejerce en la NCAA.

## Trayectoria
- Citrus CC (1978–1981), (ayudante)
- Universidad Estatal de Misisipi (1981–1986), (ayudante)
- Universidad de Idaho (1986–1987), (ayudante)
- Universidad de Utah (1987–1989), (ayudante)
- Universidad de Ball State (1989–1990), (ayudante)
- Universidad de Idaho (1990–1993)
- Universidad de Utah State (1993–1998)
- Universidad de Iowa State (1998–2003)
- Universidad de Southern Mississippi (2004–2012)
- Universidad de Colorado State (2012–2018)